# Ciénega de los Caballos
Ciénega de los Caballos är en ort i Mexiko.   Den ligger i kommunen Acula och delstaten Veracruz, i den sydöstra delen av landet, 400 km öster om huvudstaden Mexico City. Ciénega de los Caballos ligger 6 meter över havet och antalet invånare är 290.
Terrängen runt Ciénega de los Caballos är mycket platt. Runt Ciénega de los Caballos är det ganska glesbefolkat, med 45 invånare per kvadratkilometer. Närmaste större samhälle är Cosamaloapan de Carpio, 15,9 km söder om Ciénega de los Caballos. Trakten runt Ciénega de los Caballos består till största delen av jordbruksmark.